# شهرستان بلکفورد (ایندیانا)
شهرستان بلکفورد، ایندیانا (به انگلیسی: Blackford County, Indiana) شهرستانی در ایالات متحده آمریکا است که در ایندیانا واقع شده‌است.